# 恩嫩塔尔西
恩嫩塔尔西 （英語：Enentarsi），（约公元前24世纪前后在位）拉格什国王。原为拉格什的高级祭司，前任君主埃南那图姆二世因昏庸无能而为其所推翻。在位时期无法改变充满矛盾与冲突的社会局面，死后由儿子卢伽尔兰达承袭其位。

## 扩展阅读
- The University of Pennsylvania Museum; Beijing World Art Museum.  1st. Beijing: Heritage Press. Feb 2007. ISBN 978-7-5010-2112-3 （中文）.

| 前任： 埃南那图姆二世 | 美索不达米亚王朝表 | 继任： 卢伽尔兰达 |